# Wiebelsheim
Wiebelsheim é um município da Alemanha localizado no distrito de Rhein-Hunsrück, estado da Renânia-Palatinado.
Pertence ao Verbandsgemeinde de Sankt Goar-Oberwesel.